# HALCA
O HALCA (Highly Advanced Laboratório de Comunicações e Astronomia), também conhecido como MUSES-B (Mu Space Engineering Spacecraft B) antes do lançamento e Haruka (longe, em japonês) após o lançamento foi um observatório espacial japonês dedicada a radioastronomia, o primeiro de seu tipo no mundo. Foi lançado em 12 de fevereiro de 1997 pelo foguete M-V a partir da base de lançamento de Kagoshima.
HALCA carregava uma antena de 8 metros de diâmetro, com a qual foram feitos experimentos de VLBI em conjuntos com radiotelescopios em terra. A antena podia operar em freqüências de 1,6 e 22 GHz e consistiu em uma malha de cado de molibdênio recorberto ouro suspendida por seis mastros telescópicos. Utilizava um arranjo Cassegrain com um diâmetro subrefletor hexagonal de 1,1 metros. O subrefletor foi implantado em 24 de fevereiro de 1997 e está localizado 3,4 metros do refletor principal, e por sua vez, o refletor principal foi implantado a entre 26 e 27 de fevereiro. A missão terminou oficialmente em Novembro de 2005.

## Especificações
- Perigeu: 569 km
- Apogeu: 21.415 km
- Inclinação orbital: 31,4 grados
- Período: 379,3 min